# Cantón Nabón
Nabón es un cantón de la provincia del Azuay (Ecuador) de 668,2 km², ubicado al sudeste, una de sus características geográficas es la dispersión de su territorio, lo que impide un fácil acceso a las diferentes comunidades y dificulta la comunicación entre ellas.
Nabón tiene una población de 15 121 habitantes (según el VI Censo de Población y V de vivienda) distribuidos de la siguiente manera: el 6,9 % en la zona urbana y el 93,1 % en la zona rural; 6926 son hombres y 8195 son mujeres. Alrededor del 23 % de la población es analfabeta y la escolaridad media en el área rural es apenas de 3,6 años.
La actividad principal de sus habitantes es la agricultura, 5.448 habitantes constituyen la población económicamente activa, es decir el 36,03%. Según datos del SIISE versión 4.0 Nabón está considerado como el noveno cantón más pobre del país, con un 87,9% de pobreza y un 55,7% de indigencia.
En cuanto a servicios básicos, éstos no cubren las necesidades mínimas de la población, es así que los servicios de agua potable, unidades básicas sanitarias, alcantarillado y recolección de desechos sólidos, no alcanzan a un 20% de cobertura de las viviendas. Gran parte de la población (76.4%) vive en una situación de pobreza por necesidades básicas insatisfechas (las cuales incluyen vivienda, salud y empleo).
Una de las características relevantes de la población del cantón Nabón es la presencia de población indígena (35% del total de la población cantonal se autoidentifica como indígena, según el último censo poblacional). En este cantón coexiste la población indígena y la mestiza lo que le ha merecido el título de “Patrimonio Cultural del Ecuador”. Sin embargo, estas poblaciones mantienen una relación que valora menos lo indígena, paralelo a ello la pobreza del cantón ha obligado a que sus pobladores/as migren hacia las ciudades de la costa ecuatoriana y hacia Cuenca o a España, Italia y Estados Unidos; creando vínculos que lejos de fortalecer un intercambio cultural entre iguales y de ver la diversidad en el cantón como un elemento singularizador, en la práctica se ha tornado en un factor para el mayor desconocimiento, desvalorización y discriminación de la cultura indígena local.
Esta situación no es ajena ni al gobierno local, ni a los líderes de las comunidades indígenas quienes ven esta situación con preocupación y aun planteándose hacer algo, por la falta de recursos existente buscan apoyo para promover el reconocimiento, autodeterminación y empoderamiento cultural.

## Límites
El cantón limita al norte con el cantón Sigsig y Girón al sur con Oña y la provincia de Loja, al este con las provincias de Morona Santiago y Zamora Chinchipe; al oeste con Santa Isabel y al suroeste con la provincias de Loja y El Oro.

## División política
Se compone de 4 parroquias, una urbana y tres rurales:

### Parroquia urbana
- Nabón

### Parroquias rurales
- Cochapata
- El Progreso
- Las Nieves

Además Nabón abarca a su vez el territorio indígena integrado por cuatro comunas jurídicas: Shiña, Chunazana, Morasloma y Puca

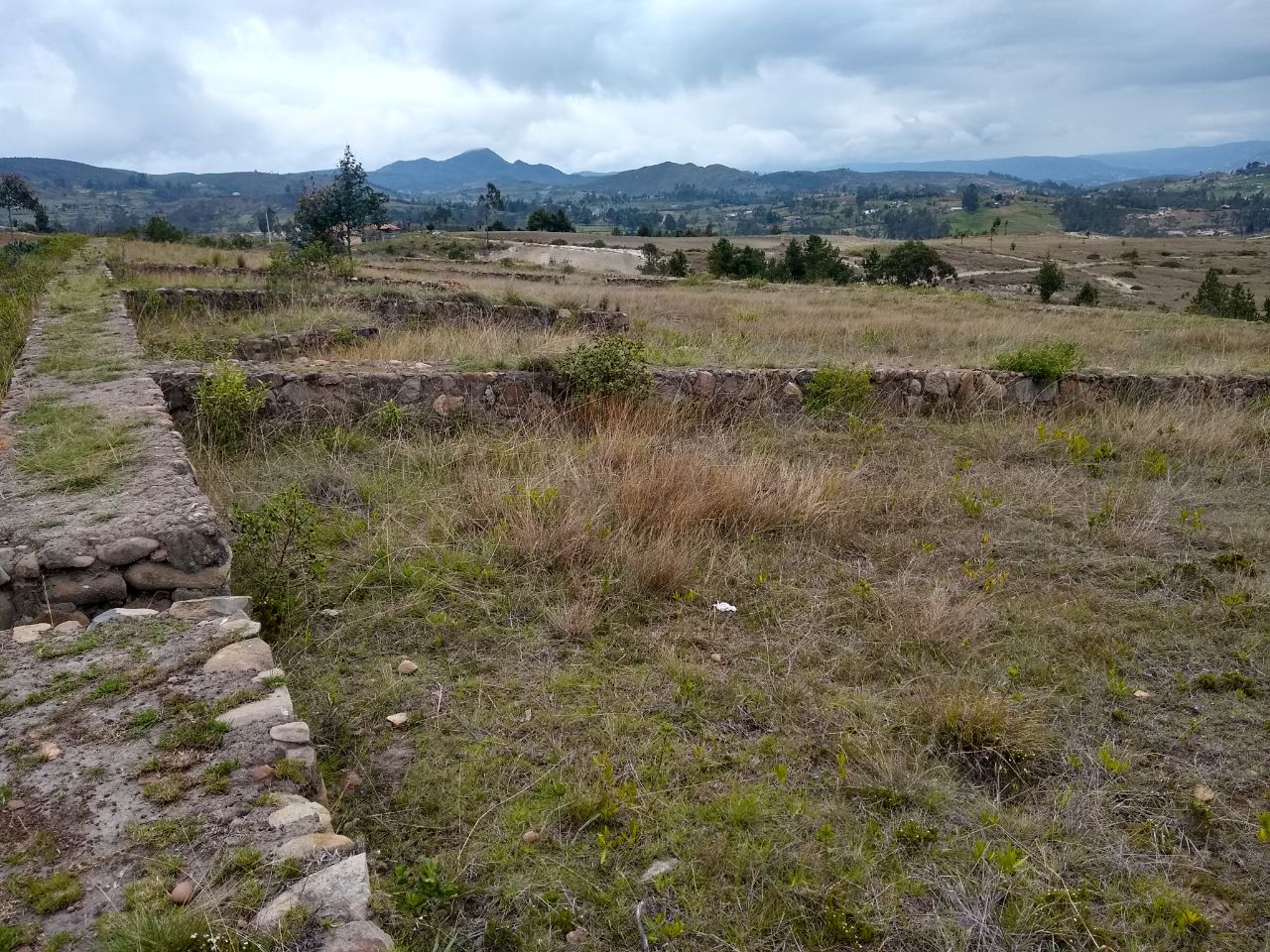
Ruinas de Dumapara